# Ergenekon-Prozess

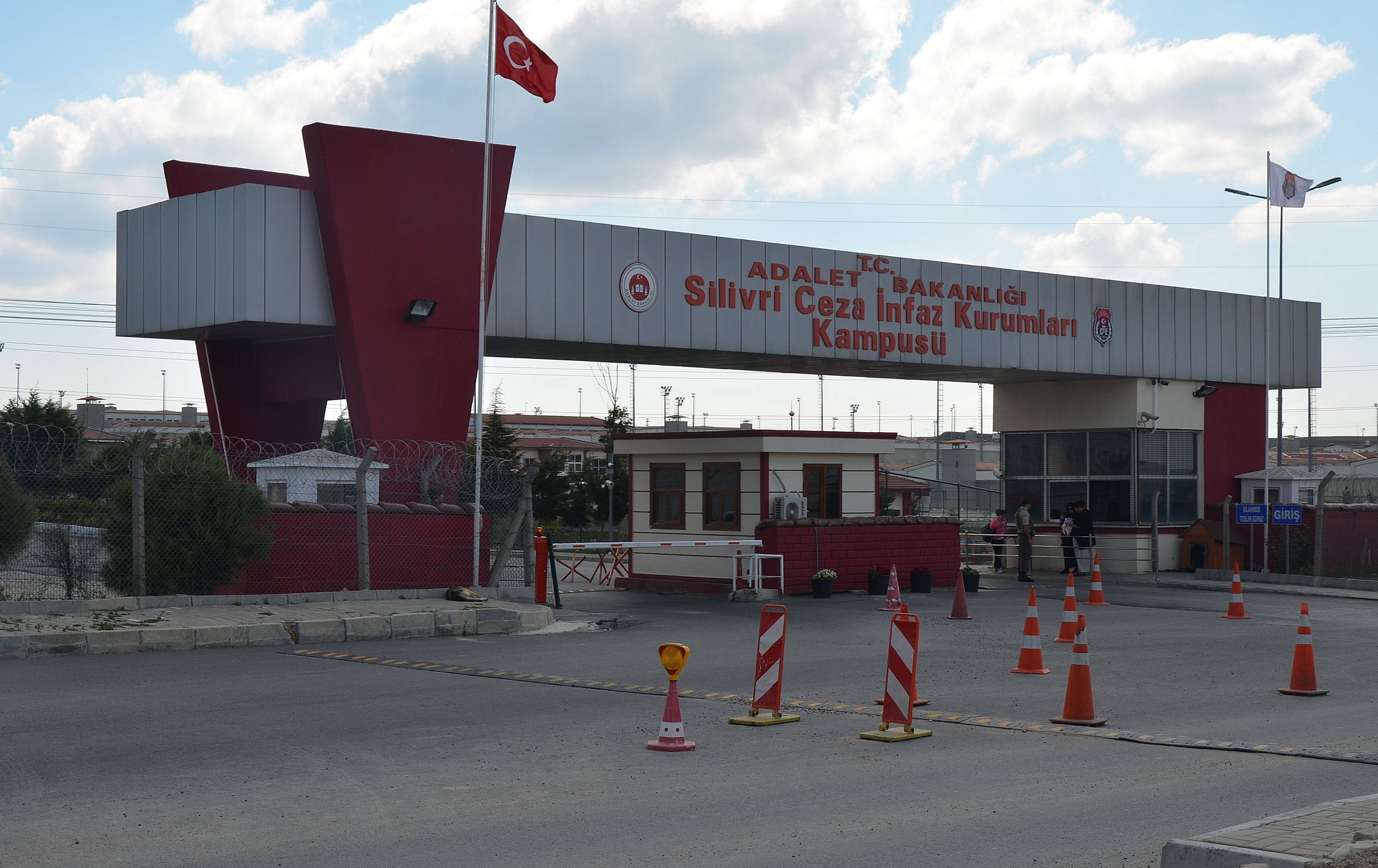
Schauplatz des Verfahrens war das Hochsicherheitsgefängnis in Silivri

Der Ergenekon-Prozess war ein sechseinhalbjähriger Mammutprozess (Anfang 2007 bis Mitte 2013) in der Türkei, in dem hunderte (Ex-)Militärs, Juristen, Geschäftsleute, Politiker und Journalisten als mutmaßliche Mitglieder einer angeblichen Verschwörergruppe verhaftet und am 5. August 2013 zu hohen Haftstrafen verurteilt wurden. Diese nationalistische Untergrundorganisation namens Ergenekon sollte einen wichtigen Bestandteil des so genannten „tiefen Staates“ darstellen und angeblich ab 2003 durch Terror und Desinformation den Sturz der islamisch geprägten Regierung von Ministerpräsident Recep Tayyip Erdoğan betrieben haben. Aufgrund der Tragweite der Ermittlungen, bei denen sogar der ehemalige Generalstabschef verhaftet wurde, wurde er von der Presse als „Jahrhundertprozess“ tituliert, dessen Verlauf die türkische Öffentlichkeit und Medienwelt nahezu ein Jahrzehnt beschäftigte.
Am 21. April 2016 wurde das Urteil durch den Yargıtay, das oberste türkische Gericht, aufgrund fabrizierter, mangelnder und rechtswidrig beschaffter Beweise kassiert. Das Verfahren wird zusammen mit vielen anderen parallelen Prozessen (z. B. Balyoz-Prozess, Oda-TV-Prozess) als Schauprozess zur Bekämpfung von meist säkularen Persönlichkeiten und dem Machtausbau gewertet. Die freigesprochenen Angeklagten beschuldigen sowohl die Gülen-Bewegung als auch den damaligen Ministerpräsidenten Erdoğan, Drahtzieher des Verfahrens zu sein.

## Bezeichnung
Der Name stammt aus der Ergenekon-Legende.

## Anklagepunkte
Die Existenz einer Organisation namens Ergenekon wurde schon vor den Ergenekon-Verfahren im Rahmen von diversen Verschwörungstheorien postuliert. Die Staatsanwälte griffen diese Thesen auf und behaupteten, dass die Angeklagten in einer Organisation namens Ergenekon Mitglieder seien und den Sturz der islamisch-konservativen Regierung unter Ministerpräsident Erdoğan geplant haben sollen. Sie seien aktive Elemente des seit Ende der 1990er Jahre als „tiefer Staat“ bezeichneten Komplexes. Die zivilen Angeklagten (Journalisten, Aktivisten) seien durch eine angebliche Umstrukturierung der Organisation durch einen Aufbau von „zivilen Abteilungen“ in diese titulierte Verschwörung einbezogen worden.
Es erfolgten im Laufe des neunjährigen Prozesses mehrere Verhaftungswellen mit insgesamt fünf Anklageschriften.
Die erste Verhaftungswelle erfolgte seit Mitte 2007. Gegen die 86 Angeklagten wurden ein Jahr später in der 2455 Seiten umfassenden ersten Anklageschrift schwerwiegende Vorwürfe erhoben:
- Gewaltsamer Sturz der Regierung und subversive Aktivitäten, durch geplante Anschlag auf den Staatsrat und die Bombardierung der Tageszeitung Cumhuriyet.[5]
- Geplante Attentate auf den Premierminister Recep Tayyip Erdoğan, den Politiker Ahmet Türk, den General Yaşar Büyükanıt, den Patriarchen Bartholomäus, den Schriftsteller Orhan Pamuk und den Journalisten Fehmi Koru.[7]
- Die Geheimorganisation soll biologische und chemische Waffen produziert und verkauft haben. Mit den Einnahmen sollen weltweit terroristische Organisationen finanziert worden sein.[8]

Die Vorwürfe der zweiten Anklageschrift (März 2009) reichen weiter zurück, teilweise mit Bezug zu der nach wie vor bestrittenen Antiterroreinheit der Gendarmerie JİTEM. Pensionierte Generäle sollen einen aus vier Phasen bestehenden Putschplan ausgearbeitet haben. Um ihr Ziel, Unruhe zu stiften, zu erreichen, habe Ergenekon Beziehungen zu terroristischen Organisationen wie PKK oder MLKP, DHKP-C und Hizbullah gehabt.
In der dritten Anklageschrift (August 2009) wurde darauf verzichtet zu beschreiben, wie diese große Geheimorganisation funktionieren soll. Stattdessen wurden neue Beschuldigungen erhoben. Unter anderem wurde den Angeklagten vorgeworfen
- christliche Minderheiten der Türkei gezielt angegriffen zu haben, um die AKP-Regierung zu schwächen (Kafes-Plan).
- Anschläge auf NATO-Einrichtungen geplant zu haben
- Für den Brandanschlag an den Aleviten 1993 in Sivas verantwortlich zu sein

Mit der vierten Anklageschrift („Poyrazköy-Verfahren“, Januar 2010) wurden 17 Angeklagte (größtenteils der türkischen Marine angehörig) der Beihilfe und Mitgliedschaft beschuldigt.
In der fünften Anklageschrift (Erzurum-Verfahren, März 2010) wurden Angeklagte der Mitgliedschaft beschuldigt und ihnen vorgeworfen
- Waffen und Illegale in Häusern der Fethullah Gülen-Bewegung zu verstecken um diese Organisation als „Terrororganisation“ zu diskreditieren
- Am internationalen Drogenhandel beteiligt gewesen zu sein

## Ermittlungen
Die Ermittlungen zum Fall „Ergenekon“ laufen offiziell seit Juni 2007. Auslöser war der Fund von Handgranaten, TNT-Stangen und Zündern bei einer Hausdurchsuchung im Istanbuler Stadtteil Ümraniye, die Mitgliedern einer nationalistischen Gruppierung zugeordnet wurden. Ein wesentlicher Teil der Anklageschriften stützt sich auf Zeugenaussagen. Neben einer Aussage von Tuncay Güney, die bereits 2001 erhoben wurde und insbesondere den pensionierten General Veli Küçük stark belasteten, wurden zahlreiche „geheime Zeugen“ eingesetzt.
Im Frühjahr 2007 hatte das inzwischen eingestellte Nachrichtenmagazin „Nokta“ Auszüge aus den Tagebüchern des pensionierten Admirals Örnek publiziert. Sie handelten von zwei Staatsstreichen, die er und andere 2004 geplant haben wollen. Bei dem pensionierten General Şener Eruygur stieß die Polizei auf den Plan eines dritten Putsches. Eruygur war von 2002 bis 2004 Kommandant der Gendarmerie. Als der pensionierte General im Frühjahr Vorsitzender des „Verein zur Förderung der Ideen Atatürks“ (tr: Atatürkçü Düşünce Derneği) geworden war, wurden Demonstrationen gegen die Regierung organisiert.
Darüber wurde mehrfach auch in deutschsprachigen Medien berichtet. Im März 2011 war die Zahl der Verdächtigen bei den Ermittlungen auf 273 angestiegen, unter ihnen 116 Offiziere. Im Laufe der Zeit wurde die Kritik an den Ermittlungen immer lauter. Anstatt überzeugender Beweise hat der im Frühjahr 2011 abgesetzte Staatsanwalt Zekeriya Öz bisher nur immer mehr Verdächtige präsentiert.
Im Juli 2011 erhob Staatsanwalt Cihan Anklage bei der 13. Großen Kammer für schwere Straftaten in Istanbul. Kansız beantragte die Zusammenlegung der beiden Verfahren Internet Memorandum und  Aktionsplan zur Bekämpfung der Reaktion. Angeklagt sind 14 Offiziere im aktiven Dienst, vier pensionierte Offiziere und ein ziviler Beamter. Sie werden nach Artikel 312 des Türkischen Strafgesetzbuches beschuldigt, den Versuch gemacht zu haben, die Regierung zu beseitigen. Der Tatbestand kann mit der Höchststrafe lebenslängliche Haft bestraft werden.
Im Januar 2012 wurde der ehemalige Generalstabschef und Befehlshaber der Türkischen Armee, İlker Başbuğ, der sich seit 30. August 2010 im Ruhestand befindet, aufgrund des Verdachtes von Aufbau und Leitung von Ergenekon verhaftet und im Gefängnis in Silivri inhaftiert. Başbuğ wies die Anschuldigungen zurück.

## Prozesse
Am 14. Juli 2008 wurde der 13. Großen Kammer für schwere Straftaten in Istanbul eine Anklageschrift gegen 86 Personen (48 davon in U-Haft) vorgelegt. Neben dem Vorwurf des versuchten Umsturzes wurde den Angeklagten auch Mitgliedschaft oder Unterstützung einer bewaffneten Organisation, Besitz von Sprengstoff, Besitz von Geheimdokumenten, Aufstachelung zu militärischem Ungehorsam und öffentlicher Aufruf zu Hass und Feindschaft des Volkes zur Last gelegt. Die Ermittlungen gegen 36 Verdächtige wurden eingestellt.
Am 20. Oktober 2008 begann der Prozess gegen 86 Angeklagte, die der Organisation angehören sollen. Der Anklageschrift von 2455 Seiten liegen Dokumente in 441 Akten zugrunde. Erstmals stehen in dem Verfahren ranghohe Mitglieder der Sicherheitsdienste und der Armee vor einem zivilen Gericht.
Am 8. März 2009 wurde die zweite Anklageschrift mit 1909 Seiten, in denen die Personen angeklagt sind, die von der 6.–8. Verhaftungswelle betroffen waren, der 13. Großen Kammer für schwere Straftaten in Istanbul vorgelegt. Betroffen waren 56 Verdächtige, von denen sich 21 in U-Haft befanden. Der Beginn des Verfahrens wurde auf den 20. Juli 2009 festgesetzt. Bis zu diesem Datum wurde auch die dritte Anklageschrift erstellt. Daher beschloss das Gericht, das Verfahren zur zweiten Anklageschrift mit dem Verfahren zur dritten Anklageschrift mit 52 Verdächtigen (37 davon in U-Haft) zu verbinden.
Bei erneuter Tagung der 13. Großen Kammer für schwere Straftaten in Istanbul am 4. August 2009 wurden beide Anklageschriften angenommen, die Verfahren verbunden und der Beginn der Verhandlungen auf den 7. September 2009 festgesetzt. Am 14. Februar 2011 fand im zweiten Verfahren die 100. Verhandlung statt. Zu dem Zeitpunkt gab es 117 Angeklagte, von den sich 29 in Untersuchungshaft befanden. Die staatliche Radio- und Fernsehanstalt TRT machte im März 2011 folgende Angaben:
- Bislang 176 Verhandlungen im 1. Verfahren. Nach der Zusammenlegung mit dem Verfahren wegen des Überfalls auf den Staatsrat hat sich die Zahl der Angeklagten auf 96 erhöht.
- Bislang 107 Gerichtsverhandlungen im 2. Verfahren.
- Ermittlungen unter den Bezeichnungen „Käfig-Aktions-Plan“ (tr: Kafes Eylem Planı), „Attentat auf Admirale“ (tr: Amirallare Suikast) und „Poyrazköy“ (Dorf im Kreis Beykoz von Istanbul) wurden als Poyrazköy Verfahren zusammengelegt. Es gibt 69 Angeklagte, von denen sieben in U-Haft sind.
- Eine Anklageschrift im Rahmen der Ergenekon-Ermittlungen trägt die Bezeichnung Plan zur Intervention in Demokratie (tr: Demokrasiye Müdahale Planı).
- Um den Verein zur Unterstützung eines zeitgenössischen Lebens (tr: Çağdaş Yaşamı Destekleme Derneği ÇYDD) und die Stiftung für zeitgenössisches Leben (tr: Çağdaş Eğitim Vakfı ÇEV) wird am 18. März 2011 das Verfahren mit acht angeklagten Vorstandsmitgliedern beginnen.
- Mit den Funden bei Grabungen in Şile vom 28. Juli 2008 befasst sich ein Verfahren, in dem vier Personen angeklagt sind, zwei davon in U-Haft.
- Dann wird es noch ein Verfahren im Zusammenhang mit den Durchsuchungen bei OdaTV geben. Hier sind bislang drei Personen in U-Haft.[20]

Unter dem Vorwurf, als Mitglied der bewaffneten Organisation Ergenekon in Erzincan einen Plan zum Kampf gegen die Reaktion (tr: irtica, auch in der Bedeutung Fundamentalismus) umgesetzt zu haben, wurde 14 Personen der Prozess gemacht. Die erste Verhandlung vor der 2. Großen Kammer für schwere Straftaten in Erzurum setzte als ersten Verhandlungstag den 4. Mai 2001 fest. Zu den Angeklagten gehören der General Saldıray Berk und der Staatsanwalt İlhan Cihaner. Zehn Angeklagte befanden sich in Untersuchungshaft.

## Kritik an den Ermittlungen
Schon zu Anfang des Verfahrens mahnte der langjährige Vorsitzende des Menschenrechtsvereins, Hüsnü Öndül, ein faires Gerichtsverfahren an. Er bemängelte, dass viele Schlussfolgerungen der Staatsanwaltschaft auf abgehörten Telefonaten beruhen, ohne dass ersichtlich sei, ob diese Beweise mit legalen Mitteln „beschafft“ wurden. Universitätsdekane, oppositionelle Politiker, Anwaltskammern und türkische Tageszeitungen kritisieren die harte Vorgehensweise gegen mutmaßliche Mitglieder dieser Organisation. Sie werfen der AKP-Regierung vor, auch unschuldige Fürsprecher eines liberalen, säkularen Staats in die Ermittlungen hineinzuziehen, um sie einzuschüchtern. Die Kritiker fordern außerdem eine Beschleunigung der Ermittlungen, die seit Monaten laufen und ihrer Ansicht nach politisch missbraucht werden. Einige Kritiker sprechen sogar von einem Tiefen Staat der AKP und werten die Ermittlungen als Racheakt der AKP für das gescheiterte AKP-Verbotsverfahren.
Die stets neuen Verhaftungswellen, von denen in weiten Teilen hoch geachtete Persönlichkeiten wie Ahmet Şık oder Nedim Şener betroffen waren, die kritisch zur AKP stehen und die mit monate- und  jahrelangen Haftstrafen ohne Anklage bestraft wurden, haben dieses Verfahren zunehmend in Misskredit gebracht. Seit langem gibt es Zweifel, ob die Ergenekon-Ermittlungen nicht längst ein Instrument der Machthaber sind, um ihre Gegner einzuschüchtern. Der einzige gemeinsame Punkt der Angeklagten ist mittlerweile, dass sie entweder der Regierung, einer religiösen Vereinigung oder dem Ergenekon-Verfahren kritisch gegenüberstehen. Angeklagt werden Leute wie der Oberstaatsanwalt İlhan Cihaner, der als Erster Menschenrechtsverletzungen des Militärs im Zusammenhang mit der Bekämpfung der PKK nachging.
Gareth Jenkins, Schriftsteller und politischer Analyst, verwies auf zahlreiche Ungereimtheiten und Absurditäten in der Anklageschrift. Auch im Schlaghammer (Balyoz)-Verfahren gebe es Ungereimtheiten. Der Journalist Yiğit Bulut sieht den Unterschied zwischen beiden Verfahren darin, dass andere Staatsanwälte ermittelten und unter den mehr als 200 Angeklagten bei Balyoz nur Angehörige des Militärs sind. Daniel Pipes von der National Review Online wiederum meint, dass es zum Verfahren Balyoz erst kommen konnte, weil das Militär sich gegen die von der AKP lancierten Ergenekon-Ermittlungen zu passiv verhielt. Seit geraumer Zeit haben sich nahe Verwandte von Offizieren und Unteroffizieren unter den Angeklagten bei Ergenekon und Balyoz auf einer Plattform vereint, die sie „Wir übernehmen die Schicht“ (Vardiye Bizde Platformu) genannt haben. Sie haben sich die Aufdeckung manipulierter Beweise zur Aufgabe gestellt.

## Strafverfolgung der Berichterstattung
Am 4. Februar 2010 teilte der Justizminister Sadullah Ergin mit, dass es in einem Jahr seit Beginn des Ergenekon-Verfahrens (20. Oktober 2008) zu 4139 Ermittlungen vor allem gegen Journalisten gekommen sei, von denen die meisten unter Artikel 285 des Strafgesetzes (Beeinflussung der Justiz) geführt worden seien. In 1265 Fällen seien Verfahren eröffnet worden, von denen bislang 17 mit einer Verurteilung, 122 mit einem Freispruch und 317 mit Einstellung oder Entscheidungen auf Nicht-Zuständigkeit endeten. Im Fortschrittsbericht der Europäischen Kommission für die Erweiterung der Europäischen Union vom 9. November 2010 zeigt sich die Kommission besorgt über die Vielzahl von Verfahren gegen Journalisten, die zum Ergenekon-Verfahren berichten.
Gegen den Nachrichten-Koordinator der Tageszeitung Radikal Ertuğrul Mavioğlu und den Journalisten Ahmet Şık wurde ein Verfahren eröffnet, weil sie in dem Buch Vierzig Maulesel, vierzig Zeilen (tr: Kırk Katır, Kırk Satır) die Geheimhaltungspflicht verletzt haben sollen. Bezüglich zwei weiterer Bücher zu Ergenekon fand eine Verhandlung vor dem 2. Strafgericht in Kadıköy (İstanbul) am 8. Oktober 2010 statt und wurde auf den 21. Januar 2011 vertagt. Am 14. April 2011 fand eine weitere Verhandlung statt. Ahmet Şık war nicht zur Verhandlung gebracht worden, angeblich, weil für den Transport vom Gefängnis Silivri kein Fahrzeug zur Verfügung stand. Die Verhandlung wurde auf den 13. Mai 2011 vertagt. Am Ende dieser Verhandlung entschied das Gericht auf Freispruch, da der Straftatbestand nicht erfüllt sei.
Ein anderer Reporter von Radikal, İsmail Saymaz, wurde wegen eines Artikels vom 8. Juni 2010 mit dem Titel Liebesspiel bei Ergenekon (tr: Ergenekon’da Aşk Oyunu) wegen Beleidigung, Beeinflussung eines fairen Verfahrens und Verletzung der Geheimhaltung von Ermittlungen angeklagt. Das Verfahren sollte am 28. Januar 2011 vor dem 2. Strafgericht Bakırköy beginnen. An diesem Tag hörte das Gericht den Angeklagten und vertagte sich auf den 14. April 2011.
Von der Tageszeitung Akşam wurden der Chefredakteur Mustafa Dolu und die ehemalige Lektorin Semra Pelek angeklagt, weil sie eine Aussage des im Ergenekon-Verfahren angeklagten pensionierten Generals İbrahim Fırtına am 5. Januar 2010 in der Zeitung abgedruckt hatten. Die Verhandlung vor dem 2. Strafgericht Bakırköy (İstanbul) vom 1. November 2010 wurde auf den 29. März 2011 vertagt. Diese Verhandlung wurde auf den 11. August 2011 vertagt.
Vor dem 2. Strafgericht von Kadıköy muss sich der Reporter Burhan Ekinci von der Tageszeitung Taraf verantworten, weil er einen Bericht des Polizeipräsidiums Istanbul vom 13. November 2009 zur Verbindung von Angeklagten im Prozess wegen der Morde im christlichen Verlag Zirve (Malatya) und dem Ergenekon-Verfahren veröffentlicht hat. Die Verhandlung vom 11. November 2010 wurde vertagt, da auf eine Mitteilung der 3. Großen Kammer für schwere Straftaten in Malatya gewartet wird, ob die Geheimhaltung des Dokuments aufgehoben wurde.
Mit Freispruch endete am 7. Dezember 2011 ein Verfahren gegen Nedim Şener vor dem 2. Strafgericht in Bakırköy. Ihm war vorgeworfen worden, in einem Artikel in Milliyet vom 9. Februar 2009 mit dem Titel „Interessantes Schema der Polizei“ gegen die Geheimhaltungspflicht laufender Ermittlungen verstoßen zu haben. In den Schemata war eine Verbindung zwischen Angeklagten im Ergenekon Verfahren und dem Mord an Hrant Dink hergestellt worden. Das Gericht vertrat die Ansicht, dass die rechtlichen Elemente der Straftat nicht erfüllt seien.

## Urteile
Am 5. August 2013 verurteilte das im Gefängniskomplex von Silivri tagende Gericht unter Richter Hasan Hüseyin Özese 19 Angeklagte, darunter den früheren Generalstabschef İlker Başbuğ und den Journalisten Tuncay Özkan, zu lebenslanger Haft; andere Angeklagte, darunter Journalisten, Oppositionsabgeordnete, ein ehemaliger Polizeichef und ein ehemaliger Leiter der türkischen Hochschulbehörde, wurden zu langjährigen Haftstrafen verurteilt. Das Gericht sah es als erwiesen an, dass die Angeklagten einen Staatsstreich gegen die islamisch-konservative Regierung Erdoğans geplant und Attentate verübt hätten, um Chaos zu erzeugen und den Staatsstreich damit zu rechtfertigen. Ein früherer Oberst wurde am 5. August 2013 zu 47 Jahren Gefängnis verurteilt. Andere ehemalige Militärs erhielten Haftstrafen von bis zu 20 Jahren.
21 der 275 Angeklagten – darunter ranghohe frühere Militärs, Journalisten und Akademiker – sind freigesprochen worden.
Während der Urteilsverkündung wurde der Luftraum über Silivri abgesperrt, die Polizei löste Proteste in der Nähe des Gerichtsgebäudes mit Tränengas auf.

### Aufhebung der Urteile
Am 21. April 2016 hob der Oberste Gerichtshof den ganzen Prozess und die 275 Verurteilungen auf, mit der Begründung, dass die Existenz der angeblichen Ergenekon-Verschwörung, die den damaligen Regierungschef Recep Tayyip Erdogan habe umstürzen wollen, während der Verhandlung nicht nachgewiesen und dass das Recht der Verteidigung nicht eingehalten wurde.